# Skjern GF
Skjern GF er en dansk fodboldklub fra Skjern, hvor klubbens førstehold spiller i JBUs Serie 3. Klubben er stiftet i 1916 og har siden opnået en del i de lavere divisioner. Skjern GF har i en årrække været FC Midtjyllands samarbejdsklub, og i anledningen af klubbens 100 års jubilæum i 2016 lagde klubben græs til en træningskamp mellem FC Midtjylland og Esbjerg fB. Blandt faciliteterne på Skjern Stadion findes eksempelvis en nyopført kunstgræsbane, som officielt blev færdig og klar til brug den 5. august 2012.

## Klubbens historie
Skjern Gymnastikforening er stiftet i 1916, men fodbold var ikke på programmet fra foreningens start. Man gik dog i gang med spillet allerede i 1917, efter at foreningens første fodboldudvalg bestående af Jesper Søndergaard Jespersen, Harald Jessen og Martin Kastberg var blevet valgt i januar samme år.
Den første engelske fodbold, foreningen anskaffede, kostede 40 kroner. Formanden blev meget forskrækket og mente, at hvis det fortsatte med sådanne udgifter, ville foreningen snart gå fallit.
Det første sted, SGs fodboldspillere kunne udfolde sig, var på en åben plads i møller Jens Petersens plantage, der lå ved Borrisvej, men denne plads måtte ikke benyttes i kirketiden. Banen var langtfra god, så fodboldspillerne tog kontakt til Niels Chr. Mortensen på Smedegaard, om han kunne hjælpe at skaffe en bedre plads. Han lovede at anbefale sagen over for det øvrige sogneråd, mod at fodboldspillerne afholdte sig fra at spille fodbold om søndagen. De følgende år blev der spillet fodbold forskellige steder da spillepladserne hurtigt blev nedslidt.
Det var et stort savn, der blev afhjulpet, da man den 12. juli 1936 kunne tage Skjern Idrætspark – en af Vestjyllands flotteste stadionanlæg – i brug. 
I forbindelse med byggeri af Skjern Kulturcenter blev der også bygget et nyt klubhus til fodboldafdelingen. Det nye klubhus var klar til brug til sæsonen 2005 og er stadig klubbens klubhus den dag i dag.

## Sportslige højdepunkter
Seniorafdelingen:
Hvad angår de sportslige resultater i de tidlige år, er der især en periode, der var særlig markante. Fra 1931 til 1934 nåede SGs førstehold helt op i serie 2, hvilket dengang var JBU´s næstbedste række.
I 1972 blev Preben Nielsen ansat som seniortræner og i 1973 fik han ansvaret for hele ungdomsafdelingen samtidig med ansvaret med seniorafdelingen. Han fik skabt en kultur som medførte til flere oprykninger i seniorafdelingen og en højnelse af ungdomsholdene i årerne fremefter. Preben Nielsen forlod SG fodbold i 1976. 
I 1977 rykkede førsteholdet i serie 2, men i 1978 startede den sorteste periode i klubbens historie. Fra 1978 til 1981 rykkede førsteholdet fra serie 2 til serie 5. Op igennem 1980’erne var der kun tale om middelmådige resultater med en enkelt oprykning i 1982 til serie 4.
Sæsonen 1990 resulterede i oprykning til serie 3 der blev fulgt op med endnu en oprykning i sæsonen 1991 til serie 2. Opturen fortsatte i 1995 hvor oprykningen til serie 1 blev sikret. Sæsonen blev afsluttet på flotteste vis med et Jysk Mesterskab i serie 2.
Førsteholdet har siden været en fast bestanddel af serie 1 – med en enkelt smutter i 1998. Sæsonen 2002 blev klubbens bedste i de seneste år. Oprykningen til Jyllandsserien var inden for rækkevidde, men smuttede i sidste spillerunde.
Ungdomsafdelingen:
I 1973 tilmeldte SG for første gang et A-hold i JBUs turnering. Et lilleput- og et drengehold tilmeldtes JBUs A-række.
1978 kan uden tvivl betegnes som året, hvor en af SGs største fodbold triumfer nås. Ynglinge B-holdet under ledelse af Bjarne Jørgensen opnåede at blive jyske mestre. Dette var første gang et hold i SG havde opnået denne ære.
I 1991 blev Skjern ynglinge udtaget af JBU til at spille ynglinge A – holdet vandt denne række i foråret og rykkede dermed op i ynglingemester 2. Her vandt holdet også og dermed retten til at spille om det jyske mesterskab, hvor holdet i finalen, der blev spillet i Skals, vandt med 4-2 over Aalborg B. Fra dette hold spillede målmanden Lars Bording og angriberen Morten Nielsen sig nogle år senere på Holstebro Boldklubs divisionshold.
I 2001 fik SG for første gang 3 hold i Mesterrække 2 efter at lilleputholdet var blevet nr. 3 i Mesterrækken i foråret.
I 2003 havde SG for første gang nogen sinde et drengehold der startede sæsonen i Mesterrækken. Resultaterne i foråret betød dog, at der blev spillet i Mesterrække 2 i efteråret. Denne blev dog flot vundet og sæsonen blev sluttet af med finalekampen om det Jyske Mesterskab mod FK Viborg. Finalen blev desværre fortjent vundet af FK Viborg.
Klubben har tidligere arbejdet sammen med naboklubben Tarm IF, hvor de har slået U-19 afdelingerne sammen med stor succes. Det fusionerede U-19 hold vandt sågar A-rækkens Jysk Mesterskab to gange under samarbejdet. 

## Profiler
I forbindelse med etableringen af det daværende Skjern Idrætspark er der to navne, der fortjener at blive husket af alle, der i dag spiller fodbold i SG: Overportør Ingvard Nielsen og bankbestyrer J. Nyholm. De udførte et kæmpearbejde med at få overbevist det daværende sogneråd om det fornuftige i at få skabt et stadion i byen. Samtidig hermed udfoldede de store anstrengelser for at få rejst 46.000 kroner (et anseeligt beløb på daværende tidspunkt) til anlæggelse af Skjern Idrætspark.
Det er klart for enhver, at det er meget vanskeligt at fremhæve enkeltpersoner i en stor forening. Vi har alligevel vovet forsøget at fremhæve visse personer, som har ydet en særlig indsats for fodboldafdelingen:
Svend Åge Christensen: tidligere aktiv, formand for fodboldudvalget, formand for ungdomsudvalget, kampfordeler, ungdomstræner, medlem af forældreforeningen samt tildelt JBU’s sølvnål for 25 års virke i en fodboldklub.               
Frits Nielsen: Tidligere aktiv, materialeforvalter, holdleder for 1. holdet, hjælpetræner for 1. holdet, ungdomstræner m.m. samt tildelt JBU’s sølvnål for 25 års virke i en fodboldklub.            
Knud Erik Kristensen: tidligere aktiv, medlem af fodboldudvalget, seniortræner, ungdomstræner, ungdomskonsulent, formand for Skjern Bank Cup komiteen og ansvarlig for kulturelle aktiviteter herunder Motionscykelløbet Fjorden Rundt samt tildelt JBU’s sølvnål og DBU’s sølvnål for 25 års virke i en fodboldklub.
Niels Erik Kjærgaard: tidligere aktiv, seniortræner, ungdomstræner, holdleder, medlem af fodboldudvalget, medlem af forældreforeningen, formand for Kridtbanden, formand for ungdomsafdelingen, fodboldafdelingens sponsor og PR-mand samt tildelt JBU’s sølvnål for 25 års virke i en fodboldklub.
Alf Andersen: tidligere ungdomstræner, holdleder, tidligere formand for Skjern GF, formand for Skjern GFs fodbold venner, klubansvarlig, hovedansvarlig (med andre) for kunstgræsbanen.

## Spillertruppen pr. 2011
| ' | Danmark | Søren Knudsen    |
| ' | Danmark | Arif Bajqinca    |
| ' | Danmark | Heine Thygesen   |
| ' | Danmark | Jonas Pedersen   |
| ' | Danmark | Jørgen Jensen    |
| ' | Danmark | Niels Laursen    |
| ' | Danmark | Jannick Kollind  |
| ' | Danmark | Kasper Chopart   |
| ' | Danmark | Bjarke Lindholdt |

| ' | Danmark | René Lomholdt     |
| ' | Danmark | Jonas Christensen |
| ' | Ukraine | Pavlo Krivokonev  |
| ' | Danmark | Lasse Jensen      |
| ' | Danmark | Kim Jørgensen     |
| ' | Danmark | John Madsen       |
| ' | Danmark | Joachim Gade      |

| ' | Danmark | Mike Sørensen        |
| ' | Danmark | Klaus Lynge Petersen |

## Ekstern kilde/henvisning
- Skjern GF – Officiel hjemmeside